# Michaelmoelleria
Michaelmoelleria, novi rod gesnerijevki iz podtribusa Didissandrinae, dio tribusa Trichosporeae. Opisan je 2020. godine. 

## Etimologija
Rod je nazvan u čast botaničara Michaela Möllera, stručnjaka za Gesneriaceae u Kraljevskom botaničkom vrtu u Edinburghu.

## Opis
Ovaj rod sadrži jednu vrstu, Michaelmoelleria vietnamensis. Endem je južnog Vijetnama, pod šumama širokog lišća u planinskim granitnim brdima. Ova vrsta iz Vijetnama jedina je u svom rodu Michaelmoelleria koji je stvoren 2020. Popularna je zbog svog raznolikog lišća i ljubičastih cvjetova u obliku trube, što je dovelo do prekomjerne berbe iz njezinog prirodnog šumskog staništa i sada je kritično ugrožena.